# Memoria
|  | Denne artikel er oprettet af botten PalnaBot ud fra en ekstern database. Den kan derfor have sproglige fejl eller mangler. Denne skabelon kan fjernes efter kontrol af indholdet. |

Memoria er en animationsfilm fra 2013 instrueret af Elisabet Ýr Atladóttir efter manuskript af Uri Kranot.

## Handling
Vincent er stofmisbruger og lever på gaden. Han ender i et forladt hus, hvor noget mørkt og skræmmende tvinger ham til konfrontation med sin fortrængte fortid.